# Jan Dobřenský mladší
Jan Dobřenský, celým jménem Jan Josef Dobřenský, uváděn též jako Jan Josef III. Dobřenský z Dobřenic, přepisováno rovněž Dobrzenský z Dobrzenicz (29. dubna 1870 Chotěboř – 13. dubna 1947 Chotěboř), byl český šlechtic z rodu Dobřenských z Dobřenic a politik, za Rakouska-Uherska na počátku 20. století poslanec Říšské rady.

## Biografie
Pocházel z české šlechtické rodiny Dobřenských z Dobřenic. Jeho otcem byl politik Jan Václav Dobřenský (1841–1919), matkou Alžběta hraběnka Kottulinská z Kottulinu (1850–1929). Sestra Alžběta Dobřenská z Dobřenic se provdala do portugalské šlechtické rodiny.
Jeho vychovatelem byl Cyril Purkyně, vnuk Jana Evangelisty Purkyně. Sloužil v rakousko-uherské armádě, v níž dosáhl hodnosti rytmistra v záloze. Studoval práva na Karlo-Ferdinandově univerzitě v Praze. Byl členem obecního zastupitelstva v Chotěboři. Zastával i funkci náměstka okresního starosty. Byl jmenován čestným občanem obce Pohled, pro své zásluhy o ochranu tamní české menšiny.
Od doplňovacích voleb v roce 1903 zasedal na Českém zemském sněmu, kam byl zvolen za kurii velkostatkářskou. Mandát obhájil v řádných zemských volbách v roce 1908. Byl členem Strany konzervativního velkostatku.
Na počátku století se zapojil i do celostátní politiky. V doplňovacích volbách roku 1905 získal mandát na Říšské radě za velkostatkářskou kurii v Čechách. Nastoupil 28. listopadu 1905. K roku 1905 se uvádí jako Johann Dobrženski von Dobrženitz mladší, hrabě a rytmistr. V květnu 1906 se uvádí jako jeden z 15 členů poslaneckého Klubu českého konzervativního velkostatku (Gruppe der Abgeordneter des böhmischen konservativen Großgrundbesitzes).
Po vzniku republiky byl přijat do československé armády coby štábní kapitán v záloze. Zastával funkci prezidenta Československého jockey klubu. V září 1938 a v lednu 1939 pověřil synovce Jindřicha (1892–1945), aby celý rod zastupoval při prohlášeních české šlechty, kterými se část historické české šlechty vyslovila na podporu státu. Prohlášení české šlechty ze září 1939 pak podepsalo dokonce pět členů rodu: Jan Josef, jeho syn Jan Maxmilián, bratr Otakar (1871–1952), a také synovec Jindřich a František (1915–1978) z potštejnské větve.
Zemřel v dubnu 1947. Rodinný velkostatek přešel na syna Jana Maxmiliána Dobřenského (1911–1996). Následně byla pozůstalost po roce 1948 zkonfiskována státem.
Oženil se roku 1907 ve Štýrském Hradci s hraběnkou Rosou z Trauttmansdorff-Weinsbergu (1879–1967). Měli spolu tři děti.
- Alžběta (21. 9. 1909 Chotěboř – 30. 3. 1989 Bad Gleichenberg), svobodná a bezdětná[11]
- Jan Maxmilián (19. 6. 1911 Chotěboř – 7. 2. 1996 Havlíčkův Brod), manž. 1945 Leopoldina Lobkowiczová (14. 11. 1926 Dolní Beřkovice – 18. 3. 2021 Haliburton)[11][12]
- Anna Marie (25. 9. 1912 Chotěboř – 11. 3. 2008), manž. 1939 hrabě Ernst zu Stubenberg (20. 2. 1911 Vídeň – 18. 1. 1995 Bad Radkersburg)[11][13]